# Zespół Lemierre’a
Zespół Lemierre’a lub choroba Lemierre’a – rzadki, zagrażający życiu zespół chorobowy o podłożu zakaźnym, na który składa się triada objawów: przebyta niedawno infekcja górnych dróg oddechowych, zakrzepica żyły szyjnej wewnętrznej i stan septyczny z zatorowością, głównie płucną z następowymi septycznymi ropniami.
Najczęściej występuje u nastolatków i młodych dorosłych, a czynnikiem chorobotwórczym jest najczęściej beztlenowa bakteria Fusobacterium necrophorum.
Nazwa zespołu pochodzi od nazwiska francuskiego bakteriologa André Lemierre’a, który w 1936 roku po raz pierwszy opisał przegląd 20 przypadków tego schorzenia w angielskim czasopiśmie medycznym „The Lancet”.

## Etiopatogeneza
Klinicznie po okresie około 1-3 tygodni od zakażenia górnych dróg oddechowych (najczęściej migdałków podniebiennych i gardła, a wiele rzadziej ucha, zatok obocznych nosa, zębów, ślinianek, wyrostka sutkowatego) pojawia się gorączka, dreszcze, ból szyi, okolicznych węzłów chłonnych i objawy sepsy.
W RTG płuc uwidaczniają się nacieki i ropnie, a czasem także płyn w jamie opłucnowej. Mogą również występować: ból w klatce piersiowej o charakterze opłucnowym, duszność i objawy niewydolności oddechowej.
Bakteria chorobotwórcza przedostaje się do tkanek okołogardłowych i dalej w sąsiedztwo żyły szyjnej wewnętrznej, gdzie dochodzi do zapalenia tej żyły i powstania w niej septycznego zakrzepu. Fragmenty materiału zakrzepowego przemieszczają się z biegiem krwi i prowadzą do powstania ropni przerzutowych, głównie w płucach, a także w mięśniach, wątrobie, nerkach, śledzionie, sercu, stawach.
W zakresie ośrodkowego układu nerwowego może dojść do zakrzepicy zatok żylnych mózgu, zapalenia opon mózgowo-rdzeniowych czy wystąpienia ropnia mózgu.
Patogenem najczęściej wywołującym zespół Lemierre’a jest Gram-ujemna beztlenowa pałeczka – Fusobacterium necrophorum. Rzadziej chorobę mogą także powodować inne bakterie: Bacteroides fragilis, Bacteroides melaninogenicus, Peptostreptococcus, Streptococcus microaerophile, Staphylococcus aureus (w tym MRSA), Eikenella corrodens.
Zachorowalność na zespół Lemierre’a nie jest znana, a ocenia się ją na 1-2,5 przypadków/1 mln/rok.

## Objawy
Objawami zespołu Lemierre’a są:
- obrzęk, ból i nacieki w okolicy kąta żuchwy, rozciągający się wzdłuż mięśnia mostkowo-obojczykowo-sutkowego
- gorączka, dreszcze
- utrudnienie szerokiego otwarcia ust (z powodu bolesnego przykurczu mięśni)
- niekiedy początkowo, nie ma wyraźnych objawów lub na pierwszy plan wychodzą wtórne objawy ze strony innych narządów (płuca, OUN, stawy)

Zdarza się, że pierwotne objawy nie są wyraźne, są niecharakterystyczne lub są nieobecne przy zgłoszeniu się chorego do lekarza i dlatego właściwe rozpoznanie nie zostanie postawione. Dopiero badania obrazowe szyi (TK lub NMR) lub dodatni posiew krwi pozwala na postawienie diagnozy septycznego, zakrzepowego zapalenia żyły szyjnej wewnętrznej.

## Rozpoznanie
Przed erą antybiotyków, zapoczątkowaną w latach 40. XX wieku przez wprowadzenie do lecznictwa penicyliny, zespół Lemierre’a występował częściej i zwykle po kilku tygodniach kończył się śmiercią.
Z czasem stał się „zapomnianą chorobą”, ale współcześnie, wraz z ograniczeniem antybiotykoterapii w zwykłych infekcjach górnych dróg oddechowych u młodych dorosłych, częstość występowania tego zespołu wzrosła.
Zespół Lemierre’a występuje rzadko, ale zawsze trzeba o nim pamiętać u młodych dorosłych osób po infekcji gardła, z bólami szyi i objawami płucnymi (ropnie, nacieki w miąższu płuc, wysięk w jamie opłucnowej).

## Leczenie
W leczeniu stosuje się antybiotyki: penicyliny z inhibitorami beta-laktamaz, metronidazol, karbapenemy, klindamycynę, cefoksytynę przez około 6 tygodni.

## Rokowanie
Wystąpienie zespołu Lemierre’a wiąże się ze śmiertelnością około 5-18%, ale bez prawidłowego rozpoznania śmiertelność jest dużo wyższa.